# Liste der Nationalräte des Kantons Appenzell Innerrhoden
Diese Liste zeigt alle Mitglieder des Nationalrates aus dem Kanton Appenzell Innerrhoden seit der Gründung des Bundesstaates im Jahr 1848 bis heute.

## Parteiabkürzungen
- CVP: Christlichdemokratische Volkspartei
- KCV: Konservativ-Christlichsoziale Volkspartei
- KVP: Schweizerische Konservative Volkspartei
- Mitte: Die Mitte

Sonstige Parteiströmungen oder -richtungen:
- LM: Liberale Mitte (Liberale, Liberaldemokraten)
- KK: Katholisch-Konservative

## Nationalräte
| Name                         | Partei/Fraktion                | Amtszeit            | Geboren | Gestorben |
| ---------------------------- | ------------------------------ | ------------------- | ------- | --------- |
| Alois Broger                 | KK                             | 1866–1879           | 1811    | 1879      |
| Johann Broger                | KVP/KCV                        | 1935–1964           | 1897    | 1978      |
| Raymond Broger               | KCV                            | 1964–1971           | 1916    | 1980      |
| Johann Baptist Dähler        | KK                             | 1860–1866           | 1808    | 1879      |
| Johann Baptist Edmund Dähler | KK                             | 1890–1893           | 1847    | 1927      |
| Edmund Dähler                | KVP                            | 1926–1935           | 1873    | 1947      |
| Rolf Engler                  | CVP                            | 1987–1999           | 1951    |           |
| Daniel Fässler               | CVP                            | 2011–2019           | 1960    |           |
| Josef Anton Fässler          | KK                             | 1857–1860           | 1796    | 1875      |
| Johann Nepomuk Hautle        | KK                             | 1848–1857           | 1792    | 1860      |
| Arnold Koller                | CVP                            | 1971–1986           | 1933    |           |
| Arthur Loepfe                | CVP                            | 1999–2011           | 1942    |           |
| Thomas Rechsteiner           | CVP (bis 2020) Mitte (ab 2021) | 2019–               | 1971    |           |
| Karl Justin Sonderegger      | LM                             | 1880–1890 1893–1906 | 1842    | 1906      |
| Adolf Steuble                | KK/KVP                         | 1906–1925           | 1856    | 1925      |

## Quelle
- Datenbank aller Ratsmitglieder. Website der Bundesversammlung.